# Arrondissement Moulins
Moulins is een arrondissement van het Franse departement Allier in de regio Auvergne-Rhône-Alpes. De onderprefectuur is Moulins.

## Kantons
Het arrondissement was tot 2014 samengesteld uit de volgende kantons:
- Kanton Bourbon-l'Archambault
- Kanton Chantelle
- Kanton Chevagnes
- Kanton Dompierre-sur-Besbre
- Kanton Lurcy-Lévis
- Kanton Le Montet
- Kanton Moulins-Sud
- Kanton Moulins-Ouest
- Kanton Neuilly-le-Réal
- Kanton Saint-Pourçain-sur-Sioule
- Kanton Souvigny
- Kanton Yzeure

Na de herindeling van de kantons bij decreet van 27 februari 2014, met uitwerking op 22 maart 2015, zijn dat : 
- Kanton Bourbon-l'Archambault (deel: 17/29)
- Kanton Dompierre-sur-Besbre  (deel: 19/32)
- Kanton Gannat  (deel: 15/41)
- Kanton Moulins-1
- Kanton Moulins-2  (deel: 11/23)
- Kanton Saint-Pourçain-sur-Sioule  (deel: 8/22)
- Kanton Souvigny
- Kanton Yzeure